# アンタナス・ジリンスカス
アンタナス・ジリンスカス（Antanas Žilinskas、1948年2月11日 - ）は、リトアニアの歴史家、政治家。

## 経歴
1999年、グラジシュケイ中等教育学校で教員を務める。2001年からヴィルカヴィシュキス地方博物館館長。
1999年からリトアニア社会民主党ヴィルカヴィシュキス地区支部に所属し、2000年から2003年までヴィルカヴィシュキス地区自治体議会議員。セーブ・ザ・チルドレンの支部長を務める。